# 津和野町立津和野小学校
津和野町立津和野小学校（つわのちょうりつ つわのしょうがっこう）は、島根県鹿足郡津和野町にある、公立小学校。

太皷谷稲成神社から見た津和野小学校（左端）と周辺の町並み。

## 沿革
以下、主な沿革。
- 1873年（明治6年） - 学制により広小路小学校開校。
- 1879年（明治12年） - 森町小学校と改称。
- 1884年（明治17年） - 津和野小学校と改称。
- 1892年（明治25年） - 津和野尋常高等小学校と改称。
- 1941年（昭和16年）4月1日 - 国民学校令により津和野国民学校と改称。
- 1947年（昭和22年）4月1日 - 学制改革により津和野町立津和野小学校と改称。
- 1963年（昭和38年） - 笹山小学校を統合。
- 1964年（昭和39年） - 小川・直地小学校を統合。
- 2006年（平成18年） - 名賀小学校を統合。
- 2012年（平成24年） - 畑迫小学校を統合。

## 通学区域
- 鷲原、中座、町田、森村、後田、邑輝、部栄、内美、田二穂、高峯、名賀、笹山、寺田、商人の一部、耕田、直地

## 進学先中学校
- 津和野町立津和野中学校

## 交通アクセス
- 西日本旅客鉄道（JR西日本）山口線 津和野駅より南へ1km。

## 著名な関係者
出身者・教職員
- 小柴博（ボーイスカウト運動の創始者）- 教員としても赴任
- 中尾彰（洋画家、童画・絵本作家、詩人）ｰ 尋常高等小学校出身